# Oleh Jurijovics Hologyuk
Oleh Jurijovics Hologyuk (ukránul: Голодюк Олег Юрійович ; Varash, 1988. január 2. –) visszavonult ukrán utánpótlás-válogatott labdarúgó.

## Pályafutása

### Klubcsapatokban
Hologyuk 2005 és 2018 között közel kétszáz bajnoki mérkőzésen lépett pályára a Karpati Lviv színeiben. 2016-ban a Vorszkla Poltava labdarúgója volt. 2019 januárjában a Szombathelyi Haladás játékosa lett, fél szezon alatt tíz bajnokin egyszer volt eredményes a végül kieső csapatban. 2019 nyarán az élvonalban újonc Zalaegerszegi TE szerződtette.

### Válogatottban
Többszörös ukrán utánpótlás-válogatott labdarúgó, az ukrán válogatott tagjaként részt vett a 2011-es U21-es labdarúgó-Európa-bajnokságon is.